# 鳳尾隱帶麗魚
鳳尾隱帶麗魚，又稱短身隐带丽鱼、雞冠袖珍慈鯛，為輻鰭魚綱鱸形目隆頭魚亞目慈鯛科的其中一種。

## 分布
本魚僅分布南美洲巴西亞馬遜河流域。

## 特徵
本魚體為灰綠色，體側有一條黑色縱帶，其下方具有一些斷斷續續相同的條紋。背鰭有像鸚鵡冠一樣延伸的鰭條，呈黃色且混有小黑點、尾鰭有紅黑斑點。體長約在3至5公分。

## 生態
本魚棲息溪流中，為特有種，肉食性。繁殖時，雌魚在洞穴上方產卵，並由雌魚負責照顧卵。

## 經濟利用
屬於小型的觀賞魚，性情溫和。飼養時以一尾雄魚配數尾雌魚並置於中等大小的魚缸中。